# 2013年亞洲室內暨武藝運動會圍棋比賽
共有11个国家和地区报名参加于6月30日至7月5日举行的2013年亞洲室內暨武藝運動會圍棋比賽。

## 奖牌榜
| 項目       | 金牌                               | 银牌                                 | 铜牌                          |
| 男子个人赛 | 唐韦星                             | 卞相壹                               | 檀啸、李东勋                  |
| 男子团体赛 | （罗玄、李东勋、卞相壹）           | 中国（檀啸、彭立峣、唐韦星、芈昱廷） | 日本、 中華臺北               |
| 女子团体赛 | 中国（於之莹、王爽、高星、张佩佩） | （崔精、吴侑珍、吴政娥）             | 中華臺北、 泰國               |
| 混合双人赛 | 彭立峣/高星                        | 罗玄/崔精                            | 芈昱廷/於之莹、 姜昇旼/吴政娥 |

## 参赛棋手
- 中国：男子个人赛：檀啸七段（20岁）、唐韦星五段（20岁）。混双赛：芈昱廷四段（17岁）、於之莹二段（15岁），彭立峣五段（21岁）、高星初段（17岁）。女棋手张佩佩初段、王爽初段（18岁）。
- 日本：男子个人赛：鹤田和志二段（18岁）、佐田笃史初段（17岁）。混双赛：平田智也三段（19岁）、奥田彩三段（24岁），本木克弥二段（17岁）、藤泽里菜初段（14岁）。
- ：男子个人赛：李东勋初段（15岁）、卞相壹二段（16岁）。混双赛：罗玄三段（18岁）、崔精三段（16岁），姜昇旼二段（18岁）、吴政娥初段（19岁）。女棋手金彩瑛初段（17岁）、吴侑珍初段（14岁）。
- 中華臺北：男子个人赛：陈诗渊九段（27岁）、萧正浩八段（24岁）。混双赛：周俊勋九段（33岁）、张凯馨三段（33岁），林至涵九段（32岁）、黑嘉嘉六段（19岁）。女棋手张正平三段（31岁）、苏圣芳二段（16岁）。

## 男子个人
先进行四轮积分循环赛，排名前四的个人或团体再通过交叉淘汰赛（1对4、2对3）决出冠、亚军。每队限报2人。比赛用时为每方30分钟，读秒30秒3次。定于6月30日至7月2日进行。

经过两天五轮积分循环赛的角逐，7月1日下午决出了前四名。
7月2日上午，在男子个人半决赛的角逐中，卞相壹执白3目半击败檀啸七段，唐韦星执白中盘胜李东勋初段。
7月2日下午，在第四届亚洲室内运动会围棋项目男子个人赛决赛中，唐韦星五段执白中盘击败卞相壹二段。

## 男子团体
先进行四轮积分循环赛，排名前四的个人或团体再通过交叉淘汰赛（1对4、2对3）决出冠、亚军。每队4人（上场3人，替补1人），比赛用时为每方1小时，读秒30秒3次。定于7月3日至5日进行。

中国队和中华台北队，韩国队和日本队进行男子团体半决赛：罗玄负于日本棋手平田智也。7月5日，第4届亚洲室内运动会围棋团体赛决赛在延世大学国际会展中心落幕。中国男队以1比2负于韩国队：罗玄执白战胜中国第一台檀啸，卞相壹执白中盘击败了唐韦星，中国队在第二台上由彭立峣击败李东勋。

## 女子团体
先进行四轮积分循环赛，排名前四的个人或团体再通过交叉淘汰赛（1对4、2对3）决出冠、亚军。每队4人（上场3人，替补1人），比赛用时为每方1小时，读秒30秒3次。定于7月3日至5日进行。

在7月5日上午进行的半决赛中，韩国队以3比0击败泰国队。中国队以2比1击败中华台北队：高星输给了张凯馨，於之莹和王爽分别胜了黑嘉嘉和苏圣芳。中国女队在决赛中以2比1击败韩国队：於之莹执黑中盘击败崔精，王爽执白中盘击败吴侑珍，张佩佩输给了吴政娥。

## 混双赛
每队限报两对选手，比赛用时为每方30分钟，读秒30秒3次。定于6月30日至7月2日进行。
混双半决赛中，姜昇旼、吴政娥执黑超时负罗玄、崔精，芈昱廷、於之莹执白半目不敌彭立峣、高星。

7月2日下午进行冠军争夺战，彭立峣五段、高星初段执黑中盘战胜罗玄三段、崔精三段。